# Ż
O Ż (minúscula: ż) é uma letra (Z latino, adicionado de um ponto) utilizada nos alfabetos polaco e maltês, possuíndo um som similar ao ž, também lido como o Ezh.